# Vanina Ickx
Pour les articles homonymes, voir Ickx.

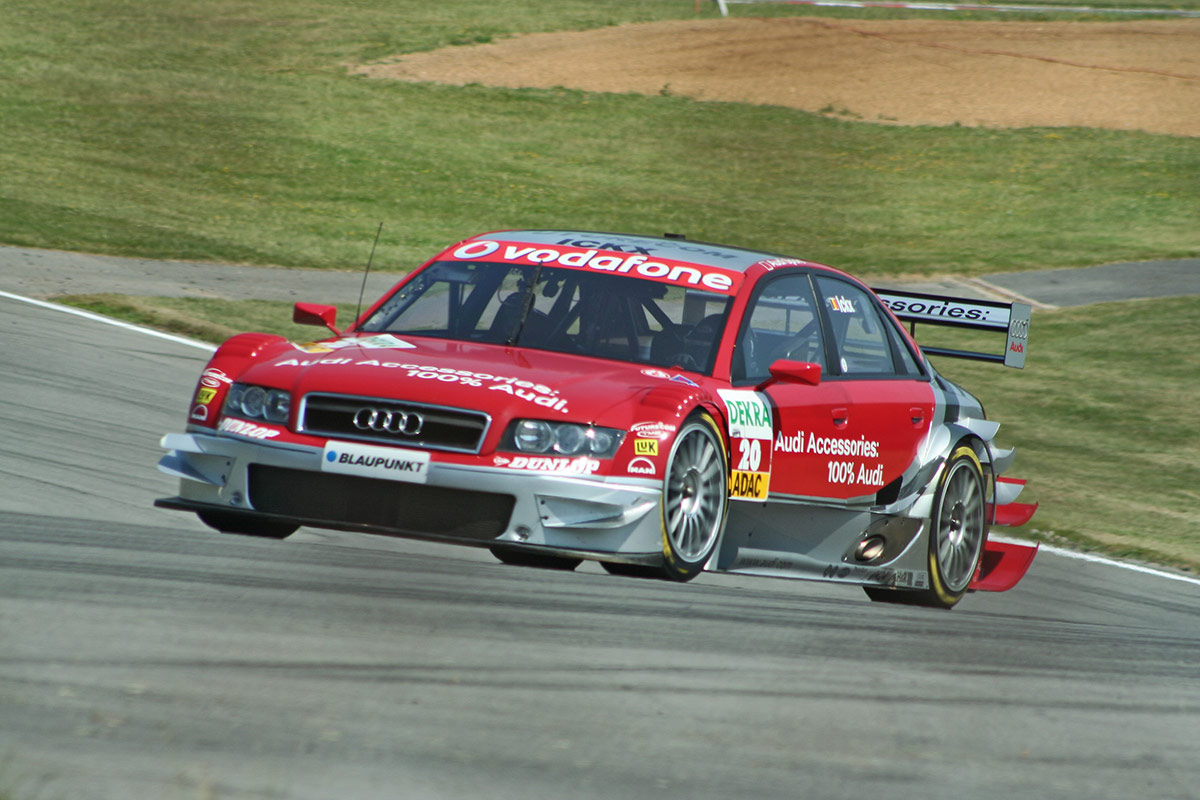
Vanina Ickx sur Audi lors de la saison 2006 de DTM

Vanina Ickx, née le 16 février 1975 à Bruxelles est une pilote automobile belge, fille du champion automobile Jacky Ickx et sœur de l'artiste peintre Larissa Ickx ainsi que petite-nièce de Jean Blaton. Après avoir mis un terme à sa carrière en 2012, elle donne naissance fin avril 2013 à son premier enfant.

## Carrière
- 2000 : victoires Formula Ford 2000 (États-Unis)
- 2003 : victoire, pole position et podiums Ferrari Maranello Challenge
- 2004 : victoire (Cat. G3) aux 24 Heures de Spa
- 2005 : 16e au classement général 24 Heures du Mans
- 2005 : 3e aux 1 000 km de Spa
- 2005 : 3e aux 1 000 km de Monza
- 2005 : 3e aux 1 000 km de Silverstone
- 2006 : DTM
- 2007 : DTM
- 2008 : pilote du Rollcentre racing pour la saison 2008 en LMS
- 2008 : 11e aux 24 Heures du Mans sur Pescarolo-Judd (10e en LMP1)
- 2008 : victoire aux 12 Heures BTCS de Spa Francorchamps sur Renault Mégane (en équipage avec F. Bouvy et D. Loix)
- 2009 : 24e aux 24 Heures du Mans sur Creation-Judd (15e en LMP1)
- 2010 : Abandon aux 24 Heures du Mans sur Lola Aston Martin LMP1 (sortie de piste)
- 2011 : 7e aux 24 Heures du Mans en LMP1
- 2017 : 7e à la Race of Legends en Audi TT Cup à Hockenheim (Allemagne)[1]
- 2018 : 34e à la course de côte de Pikes Peak (6e en Time Attack - Time Attack 1) sur Gillet Vertigo[2]

## Résultats aux 24 Heures du Mans
| Année | Voiture                  | Équipe               | Équipiers                               | Résultat |
| ----- | ------------------------ | -------------------- | --------------------------------------- | -------- |
| 2001  | Dodge Viper GTS-R        | Paul Belmondo Racing | Carl Rosenblad / Vincent Vosse          | Abandon  |
| 2003  | Porsche 911 GT3 RS (996) | T2M Motorsport       | Roland Bervillé / Patrick Bourdais      | 27e      |
| 2005  | Dallara SP1-Judd         | Rollcentre Racing    | João Barbosa / Martin Short             | 16e      |
| 2008  | Pescarolo 01-Judd        | Rollcentre Racing    | João Barbosa / Stéphan Grégoire         | 11e      |
| 2009  | Creation CA07-Judd       | Creation Autosportif | Jamie Campbell-Walter / Romain Iannetta | 24e      |
| 2010  | Lola B09/60-Aston Martin | Signature Plus       | Franck Mailleux / Pierre Ragues         | Abandon  |
| 2011  | Lola B09/60-Aston Martin | Kronos Racing        | Bas Leinders / Maxime Martin            | 7e       |